# Basilica Minore de San Sebastian
De Basilica Minore de San Sebastian, (ook wel: San Sebastian Church) is een Rooms-Katholieke basilica minor in de Filipijnse hoofdstad Manilla. De kerk werd in 1891 tot basiliek verheven en is gebouwd in neogotische stijl. Bijzonder aan dit gebouw is bovendien dat het een geheel stalen constructie is. De Basilica Minore de San Sebastian is de enige stalen kerk in Azië. Het gebouw werd in 1973 aangewezen als National Historic Landmark en in 2011 als National Cultural Treasure.
De stalen constructie werd vervaardigd in een staalfabriek in het Belgische Binche volgens plannen van de Spaanse architect Genaro Palacios y Guerra die de vraag kreeg om een brand- en aardbevingsvrije kerk te ontwerpen. De onderdelen werden als prefabpakket per schip naar de Filipijnen vervoerd.  De kerk werd op die manier gebouwd omdat die uit 1651 door brand werd verwoest en andere uit 1859, 1863 en 1880 door aardbevingen. 
1527 ton staal in acht schepen werd getransporteerd van België naar de Filipijnen, de eerste lading in 1888. Twee Belgische ingenieurs controleerden de assemblage die drie jaar tijd in beslag nam. Een negende schip met retabels en altaren uit België verloor zijn lading in een storm. Nieuwe houten Filipijnse altaren vervingen ze.